# دنیانشوار
سنت دنیانشوار (تلفظ مراتی: [d̪ɲaːn̪eʃʋəɾ])، و همچنین با نام‌های جنانشوار، جنانادوا، دنیاندف یا ماولی یا دنیانشوار ویتال کولکارنی(۱۲۷۵–۱۲۹۶) شناخته می‌شود، او قدیس، شاعر، فیلسوف و مراتی هندی قرن سیزدهم بود. او در زندگی کوتاه ۲۱ ساله خود، دنیانشواری (تفسیری بر باگاواد گیتا) و امروتانوبهاو را تألیف کرد. اینها قدیمی‌ترین آثار ادبی باقی مانده به زبان مراتی هستند و به عنوان نقاط عطف در ادبیات مراتی محسوب می‌شوند. ایده‌های سنت دنیانشوار منعکس کننده فلسفه غیر دوگانه آدوایتا ودانتا و تأکید بر یوگا و باکتی نسبت به ویتوبا، تجسم لرد ویشنو است. میراث او الهام بخش شاعران قدیس مانند اکنات و توکارام بود و او یکی از بنیانگذاران سنت جنبش وارکاری (ویتوبا - کریشنا) باکتی هندوئیسم در ماهاراشترا است.

## زندگی‌نامه
دنیانشوار در سال ۱۲۷۵ (در روز فرخنده کریشنا جانمشتامی) در یک خانواده مراتی زبان دشاستا برهمین در روستای آپگان در سواحل رودخانه گوداواری در نزدیکی پایتان در ماهاراشترا در زمان سلطنت راماداواراوا، پادشاه یاداوا، به دنیا آمد.
جزئیات بیوگرافی زندگی سنت دنیانشوار در نوشته‌های شاگردانش، ساتیامالانات و ساچچیداناند، حفظ شده‌است. روایات مختلف گزارش‌های متناقضی از جزئیات زندگی دنیانشوار ارائه می‌دهند. با این حال تاریخ تألیف اثر او دنیانشواری (۱۲۹۰ م) بدون اختلاف است.